# 1123
سنة 1123 كانت سنة بسيطة تبدأ يوم الإثنين (الرابط يظهر نموذج التقويم الكامل للسنة) من التقويم اليولياني.

## أحداث
- تأسيس مدينة فياليتشكا وتقع حاليا في بولندا.

## مواليد
- ابن طبرزد
- ابن هبل طبيب وشاعر عراقي
- روبرت الأول، كونت درو

## وفيات
- عمر الخيام